# Lithocarpus muluensis
Lithocarpus muluensis är en bokväxtart som beskrevs av Julia och Soupadmo. Lithocarpus muluensis ingår i släktet Lithocarpus och familjen bokväxter. Inga underarter finns listade.